# Gävleborgs slottslän

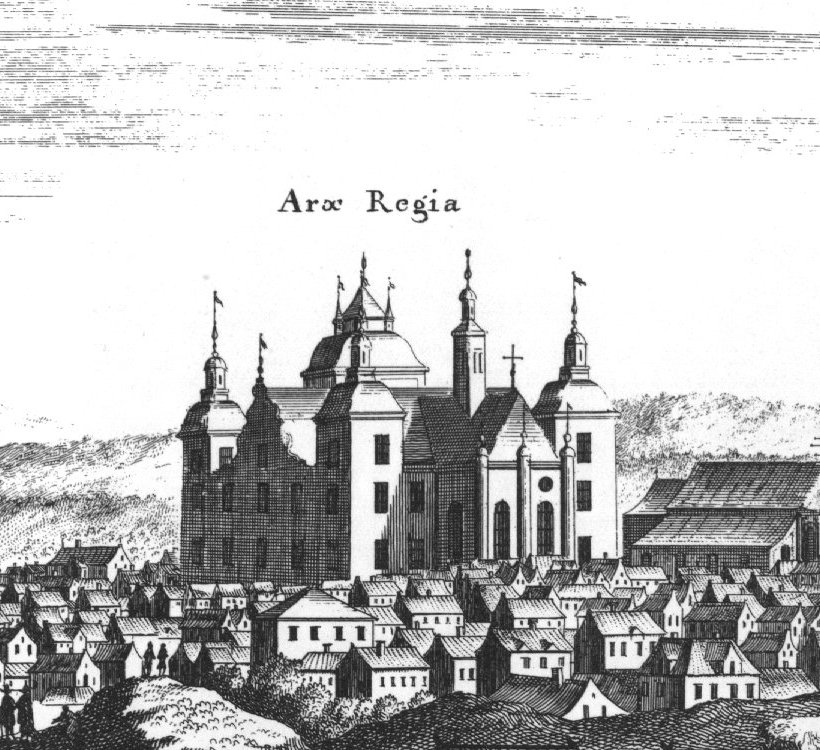
Gävle slott omkring 1700

Gävleborgs län var ett kronofögderi (slottslän) i landskapet Gästrikland. Det förekommer som en gemsam enhet från 1570 och med detta namn från 1593. Fogdegård var Gävle kungsgård.
Fögderiern för Gästrikland har skiftat i omfattning och samband med andra fögderier främst de i Dalarna. Från 1530-talet fanns en fogde i Gävle kungsgård och denne ansvarade från 1570 för ett fögderi som omfattade alla socknar i landskapet Gästrikland, vilket från 1593 benämndes Gävleborgs eller Gävle hus län. Efter ytterligare förändringar av omfånget så kom hela Gästrikland från 1610 ingå Maria Eleonoras livgeding, som tillträddes 1612 och upphörde först 1637 alternativt 1641.